# マルク (通貨)
マルク（ドイツ語: Mark、馬克）は、通貨単位のひとつである。いくつかの国で使われていたが、一般に「マルク」と言うとドイツマルクを指すことが多い。ドイツでは2002年のユーロ導入により廃止されており、2025年現在、現行で使用されているマルクはボスニア・ヘルツェゴビナの兌換マルクのみである。
マルクという名称は、ドイツ語で刻印を意味する「Mark」に由来する。本来は金や銀の質量を量る単位で、ドイツに限らず広くヨーロッパで使われていた。これについてはマルク (単位) を参照されたい。
国によってはマーク（mark）、マルカ（marka）、マルッカ（markka）など、別の呼びかたをするが、ドイツ語のマルクが有名なため、それらもマルクと呼ばれることがある。

## 各国・各時代のマルク

### ドイツ
- 金マルク - ドイツ国で1873年から1914年まで用いられていた通貨[3][5]。
- パピエルマルク - ドイツ国で1914年から1923年まで用いられていた通貨[3]。
- レンテンマルク - ドイツ国で1923年から1924年まで用いられていた通貨[3]。
- ライヒスマルク - ドイツ国で1924年から1948年まで用いられていた通貨[5]。
- 東ドイツマルク - ドイツ民主共和国（東ドイツ）で1948年から1990年まで用いられていた通貨。ドイツ再統一により廃止された[3][5]。
- ドイツマルク（西ドイツ・マルク） - ドイツ連邦共和国（西ドイツ及び再統一後のドイツ）で1948年から2002年まで用いられていた通貨。ユーロ導入により廃止された[5]。

### その他
- イングランドとスコットランドで10世紀から17世紀ごろまで用いられていた通貨通貨。古くは100ペンス、ノルマン・コンクエスト以降は13シリング4ペンスに相当。マークとも。
- デンマークで19世紀初めに用いられていた補助通貨。1クローネ = 4マルク。
- マルッカ（マルカ、フィンランド・マルク） - フィンランドで1860年から2001年まで用いられていた通貨。ユーロ導入により廃止。
- ドイツ領ニューギニア（現在はパプアニューギニア領）で1884年から1914年まで用いられていた通貨。
- ポーランド・マルカ（ポーランド・マルク） - ポーランドで1917年から1924年まで用いられていた通貨。180万マルク = 1ズウォティのレートでズウォティに移行した。
- エストニア・マルク（英語版、エストニア語版） - エストニアで1919年から1928年まで用いられていた通貨。100マルク = 1クローンのレートでクローンに移行した。
- 兌換マルク - ボスニア・ヘルツェゴビナで1995年から用いられている通貨。